# Adoretus tibialis
Adoretus tibialis är en skalbaggsart som beskrevs av Blanchard 1851. Adoretus tibialis ingår i släktet Adoretus och familjen Rutelidae. Inga underarter finns listade i Catalogue of Life.